# Вальс-бостон

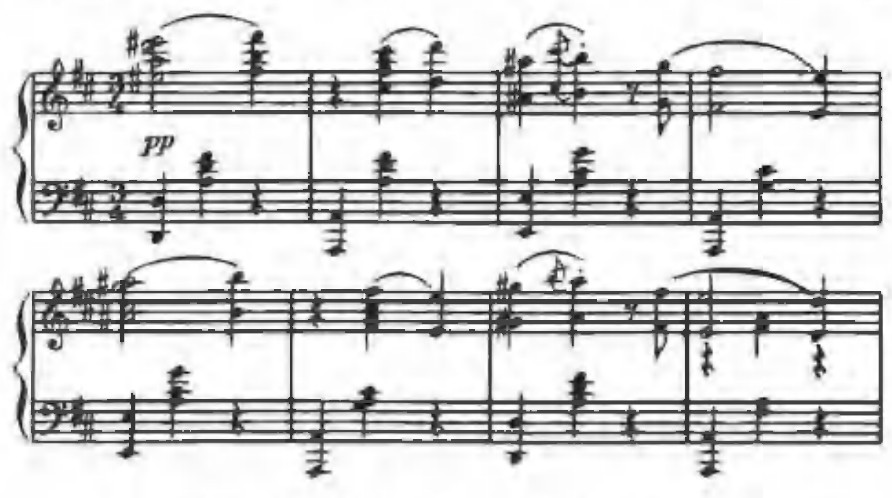
Вальс-бостон из балета «Красный мак» Р. М. Глиэра (1927), фрагмент

Вальс-босто́н (от англ. Boston, название города в США), также «американский вальс», часто сокращённо «босто́н» — американский салонный танец лирического, часто сентиментального характера, разновидность медленного вальса.

## Краткая характеристика
Бостон возник в 1870-е годы, был популярен в Америке и Европе в 1920-х годах. В музыкальном оформлении бостона мелодическое начало преобладает над ритмическим, темп то ускоряется, то замедляется; в оркестровке ведущая роль принадлежит струнным инструментам. Как и обычный вальс, бостон пишется в трёхдольном размере 3/4.
Вальс-бостон использовали академические композиторы: Р. М. Глиэр в балете «Красный мак» (пост. 1927), Пауль Хиндемит в фортепианной сюите «1922» (часть IV), Эрвин Шульгоф в Сюите для камерного оркестра (1921) и в сюите «Джазовые эскизы» для фортепиано (1927), Франсис Пуленк в музыке к пьесе Жана Ануя «Приглашение в замок» (1947, часть Tempo di Boston) и другие. В Германии популярность приобрёл вальс-бостон «Strahlender Mond» из оперетты Э. Кюннеке «Кузен ниоткуда» (1921). У Гии Канчели (Вальс-бостон для фортепиано и струнных, 1996) нет вальса как такового, бренд используется как «ностальгический» повод для развёртывания большой (почти 30 минут) драматической композиции.
В России широкую известность получила песня Александра Розенбаума «Вальс-бостон» (1981; против ожидания написана не на три, а на четыре четверти).